# International Osteoporosis Foundation
De International Osteoporosis Foundation (IOF) is een in 1998 opgerichte niet-gouvernementele non-profitorganisatie. Deze ontstond toen de European Foundation for Osteoporosis (EFFO, opgericht in 1987), samenging met de International Federation of Societies on Skeletal Diseases (IFSSD, opgericht in 1995). Het hoofdkantoor staat in Nyon, Zwitserland. 
De IOF beoogt wereldwijd patiëntenverenigingen, medische en wetenschappelijke onderzoekscentra, wetenschappers, gezondheidszorgpersoneel en internationale ondernemingen te verenigen, die zich inzetten voor osteoporose en aanverwante aandoeningen.

## De organisatie
Het bestuur van de IOF bestaat uit wetenschappers en clinici op het gebied van osteoporose die wereldwijd worden gekozen. Lid van de IOF zijn onder andere 88 wetenschappers in de commissie van wetenschappelijke adviseurs (Committee of Scientific Advisors) en 184 verenigingen/stichtingen in 89 landen, regio’s en gebieden (status per april 2008).
De doelstelling van de IOF is het bevorderen van voorlichting op het gebied van osteoporose, zowel aan patiënten als aan gezondheidszorgpersoneel, met als doel onderzoek naar osteoporose te bevorderen en nationale osteoporoseverenigingen en -stichtingen te ondersteunen.

## Activiteiten
Manifestaties:
Ieder jaar houdt het IOF op 20 oktober de Wereld Osteoporosedag (World Osteoporosis Day), een evenement dat de aandacht richt op voorlichting en pleit voor verbeteringen op het gebied van osteoporose. IOF organiseert tevens tweejaarlijks het IOF Wereld Osteoporose Congres (World Congress on Osteoporosis) en de IOF Wereldwijde Conferentie voor Osteoporosepatiëtenverenigingen (Worldwide Conference of Osteoporosis Patient Societies).
Publicaties:
De IOF publiceert het wetenschappelijke tijdschrift Osteoporosis International (in samenwerking met NOF) evenals een gratis online periodiek Progress in Osteoporosis. De commissie van wetenschappelijke adviseurs publiceert standpunten en consensusovereenkomsten en ondersteunt verschillende soorten onderzoek en gezondheidszorgonderwijs op het gebied van osteoporose.
Het doel is om initiatieven ter bevordering van het gezondheidsbeleid en de behandeling van osteoporose op nationaal en regionaal niveau te ondersteunen. Een voorbeeld hiervan is een Europese adviesgroep op het gebied van osteoporose, de European Osteoporosis Consultation Panel, waarin experts uit alle EU-landen zijn vertegenwoordigd.